# Eine schöne Bescherung (1981)
Eine schöne Bescherung (Originaltitel: Carbon Copy) ist ein US-amerikanisches Filmdrama von Michael Schultz aus dem Jahr 1981. Die Hauptrollen spielen George Segal und der junge Denzel Washington in seiner ersten Kinorolle.

## Handlung
Walter Whitney ist ein erfolgreicher Geschäftsmann im kalifornischen San Marino, der von seinem Alltag mit seiner streitsüchtigen Frau und seiner schnippischen Stieftochter frustriert ist. Eines Tages meldet sich Roger, ein Teenager, in Walters Büro und überrascht ihn mit der Nachricht, dass er Walters unehelicher Sohn aus einer lang zurückliegenden Beziehung mit seiner kürzlich verstorbenen Mutter ist. Obwohl sie seine große Liebe war, hatte Walter sie seinerzeit verlassen, als er an die Westküste zog und sich auf seine berufliche Karriere konzentrierte. Das Pikante dabei: Rogers Mutter war eine Schwarze. Die einzige Person, die von der Beziehung wusste, ist Walters antisemitischer Schwiegervater, der gleichzeitig auch sein Chef ist. Er hatte dem jüdischen Walter einst geraten, seinen jüdisch klingenden Nachnamen abzulegen, und ihm gedroht, dass jeder Kontakt zu Rogers Mutter das Ende seiner Karriere bedeuten würde. 
Walter versucht, die verlorene Zeit mit seinem Sohn wieder gut machen, und eröffnet seiner Frau Vivian, dass er Roger über die Sommerferien zu ihnen nachhause eingeladen hat. Nach anfänglichem Zögern findet sie Gefallen an ihrer neuen Rolle als Wohltäterin. Doch als sie die Wahrheit über die Beziehung zwischen Walter und Roger erfährt, wirft sie ihren Ehemann aus dem Haus. Sein Schwiegervater feuert ihn, Walters Freunde wollen ihm keinen neuen Job geben, und er muss feststellen, dass sein gesamtes Vermögen auf den Namen seiner Frau und seiner Stieftochter läuft. Walter ist pleite. Er zieht mit Roger in eine heruntergekommene Wohnung im Schwarzenviertel und ergattert letztendlich einen Tagelöhner-Job, bei dem er Pferdeställe ausmistet. Später landet er wegen eines Streits mit weißen Polizisten kurzzeitig sogar im Gefängnis. Trotzdem ist er entschlossen, bei seinem Sohn zu bleiben.
Vivian und ihr Vater besuchen Walter, um ihm zu sagen, dass sie ihn vermissen. Er müsse sich nur zwischen seinem alten Leben und Roger entscheiden, den man abfinden werde, wenn er sich von der Familie fernhält. Walter wählt ersteres, aber sein Gewissen plagt ihn, woraufhin er beschließt, zu seinem Sohn zurückzukehren. Er ignoriert die Drohungen seines Schwiegervaters, dass er ihn dieses Mal wirklich leiden lassen werde.
Der Film endet damit, dass Roger, den Walter automatisch für einen Schulabbrecher und Loser gehalten hat, demnächst an Walters alter Universität sein Medizinstudium antreten wird. Walter, stolz auf seinen Sohn, beschließt spontan, ihn zu begleiten und seinen Sohn endlich richtig kennenzulernen.

## Synchronisation
Die Synchronisation des Films entstand 1981 in Berlin.
| Rolle               | Schauspieler      | Deutscher Sprecher    |
| ------------------- | ----------------- | --------------------- |
| Walter Whitney      | George Segal      | Hans-Werner Bussinger |
| Roger Porter        | Denzel Washington | Thomas Petruo         |
| Vivian Whitney      | Susan Saint James | Rita Engelmann        |
| Nelson Longhurst    | Jack Warden       | Klaus Miedel          |
| Victor Bard         | Dick Martin       | Jürgen Thormann       |
| Robert „Bob“ Garvey | Paul Winfield     | Kurt Goldstein        |
| Tubby Wederholt     | Macon McCalman    | Siegfried Dornbusch   |
| Mary Ann Whitney    | Vicky Dawson      | Janina Richter        |
| Reverend Hayworth   | Tom Poston        | Lothar Blumhagen      |